# غيوم زيلر
غيوم زيلر (بالفرنسية: Guillaume Zeller)‏ (و. 1976 – م) هو صحفي، وكاتب، من فرنسا، ولد في باريس.

## التعليم
تعلم في معهد الدراسات السياسية بباريس (1995–1998)، والمعهد الكاثوليكي في باريس (1994–1995).

## روابط خارجية
- غيوم زيلر على موقع IMDb (الإنجليزية)